# Novellara
Novellara ist eine italienische Kleinstadt mit 13.299 Einwohnern (Stand 31. Dezember 2024) in der Provinz Reggio Emilia in der Region Emilia-Romagna, zwischen Parma und Bologna. Der heutige Name leitet sich aus dem mittelalterlichen italienischen Wort nubilaria (dt. etwa Dunst, Nebel) und weist auf die Zeit hin, als die die Stadt umgebende Landschaft erheblich feuchter als heute war und sich häufig langanhaltende und dichte Nebel bildeten. Die wirtschaftliche Basis ist die Landwirtschaft, insbesondere die Milchwirtschaft sowie Kleinindustrie.

## Geschichte
Die Geschichte der Stadt ist seit 1280 eng mit der Familie Gonzaga verbunden, die hier über vier Jahrhunderte eine bedeutende Residenz unterhielt. Die Herrschaft der Gonzagas endete 1737, als die Grafschaft Novellara an Modena fiel.

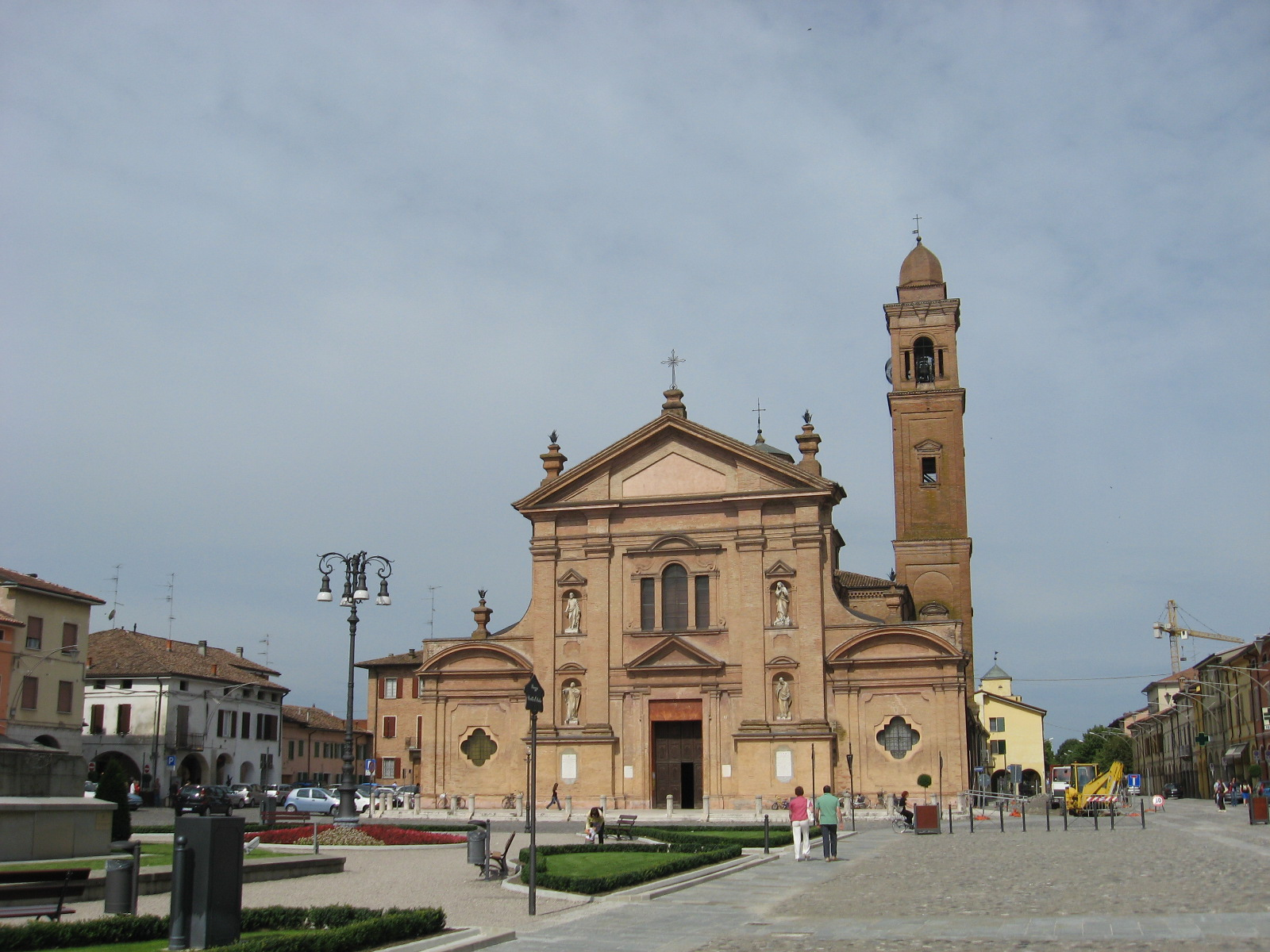
Piazza Unità mit Stiftskirche Santo Stefano

## Sehenswürdigkeiten und Besonderheiten
Die bekannteste Sehenswürdigkeit des Ortes ist Rocca di Novellara, eine ursprünglich 1385 erbaute Burg der Familie Gonzaga, die in der Renaissance umgebaut und im 19. Jahrhundert um ein Opernhaus erweitert wurde. Der Gebäudekomplex beherbergt heute auch das Gonzaga-Museum sowie das Museo della Civiltà Contadina (Bauernmuseum).
Im Jahre 2000 weihte der damalige Präsident der EU-Kommission Romano Prodi einen Gurdwara in Novellara ein. Es handelt sich um den zweitgrößten Sikh-Tempel Europas. In der Provinz Reggio Emilia leben etwa 2.800 Sikh die überwiegend in der Milchwirtschaft tätig sind.

## Söhne und Töchter der Stadt
- Lelio Orsi, Maler und Architekt (1511–1587)
- Camillo II. Gonzaga di Novellara, Graf von Novellara (1581–1650)
- Vittorio Marchi, Chemiker und Mediziner (1851–1908)
- Augusto Daolio, Sänger und Dichter (1947–1992)
- Giulia Zini, Malerin (* 1996)

## Gemeindepartnerschaften
Novallera unterhält folgende Partnerschaften mit folgenden Gemeinden bzw. Städten:
- Nový Jičín (Tschechien) – seit 1964
- Neve Schalom (Israel) – seit 1994
- Sancti Spíritus (Kuba) – seit 1998
- Santa Gertrudes (Brasilien) – seit 1999